# Миладин Величковић Свињарев
Миладин Величковић Свињарев (Стари Бечеј, 31. март 1877 – Нови Сад, 2. јун 1929)  био је српски лекар, здравствени просветитељ, драмски писац, политичар и национални радник. Оснивач је и првиц старешина Соколског друштва у Новом Саду, народни посланик и  један од оснивача првог југословенског друштва за борбу против рака.

## Живот и каријера
Рођен је у Старом Бечеју 1877. године, тада под Аустогурском, у веома сиромашној породици, што га је приморало да врло рано почне да ради као зидарски шегрт у родном граду. Основну школу завршио је у Бечеју а гимназију (нешто касније од својих вршњака), 1899. године у Новом Саду.
Као стипендиста фондације Еуфемије Јовић дипломирао је 1903. године медицину у Будимпешти. Вратио се у Нови Сад у коме је од 1905. године као лекар радио до краја живота. За начелника Одељења за гинекологију и акушерство државе Болница у Новом Саду постављен је 1919. Осим државне службе, бавио се и приватном лекарском праксом.
У балканским ратовима  учествовао је као добровољац у српској војсци, на дужностима лекара управника војне болнице у Зајечару и Бољевцу.
Као члан и присталица Радикалне странке Јаше Томића, активо се бавио  политиком. Био је и народни посланик и сенатор али и издавач политичког листа „Српство“.
Био је члан Санитетског савета Краљевине СХС, Дисциплинског суда Министарства народног здравља и социјалне политике, Књижевног савета Матице српске, члан црквене општине. Током живота имао је и друга многобројна висока звања.
Преминуо је у Новом Саду у педесет другој години живота 2. јуна 1929. године. Сахрањен је на Алмашком гробљу.

## Дело
Бабавио се здравственим просветитељством као један од пионира борбе против рака, у Југославији, предавач  и писац  популарних чланака о штетним ефектима алкохолизма и абортуса. Писац је и прве обимне књиге о акушерству у Срба (1925), којом су се могли служити и лекари опште медицине у малим местима који су се бавили породиљством и неколико популарних медицинских дела.
Бавио се и писњем драма са изразито  дидактичко-просветитељском тенденцијом и шаљивих једночинке, такође с тезом. Мада без литерарне снаге, те драме указују не друштвена и социјална зла његовог времена (алкохолизам, побачаји, опадање морала, деградација етичких норми), па и на путеве ка оздрављењу друштва.
Српско народно позориште извело је његову драму У хипнози 1913. с малим успехом. Сличну судбину имале су и његове шаљиве једночинке Ратна жена, изведена 1919. године и драма у четири чина Мртав за све, која је на репертоару била такође 1919. године. Његова најбоља драма Мамон стављена је на репертоар двапут: 1926. под псеудонимом „Милаковић М.“, и 1928. године под пуним именом писца.

## Драме и једночинке и популарна дела
Драме и једночинке
- Матушева ракија
- Задата реч
- Ко је ђаво
- У хипнози
- За отаџбину
- Кад човек другоме тражи доју
- Ратна жена

Популарна дела
- О неговању деце у првој години живота
- Поруке и савети породиљама